# Bishopsgate
Koordinaten: 51° 31′ N, 0° 5′ W
Bishopsgate (deutsch „Bischofstor“), früher auch Bishopsgate Street, ist eine Straße in der britischen Hauptstadt London. Darüber hinaus ist es auch der Name einer der 25 historischen Gemeinden (Wards) der City of London sowie der Name eines ehemaligen Stadttores.

## Etymologie
Benannt ist sie nach dem ehemaligen Stadttor gleichen Namens in der Stadtmauer von Londinium, der Hauptstadt der ehemaligen römischen Provinz Britannien.

## Verlauf
Die Straße beginnt unweit nördlich der Themse an der Kreuzung mit Cornhill und der Leadenhall Street und führt als Teil der Fernstraße A10 weiter nach Norden. Hier liegen einige markante Gebäude wie das Twentytwo mit 278 m Höhe an 22 Bishopsgate und an 110 Bishopsgate der Heron Tower mit 202 m. Sie endet nach gut einem Kilometer mit der Hausnummer 201 am nördlichen Rand der City of London bei Norton Folgate, während die A10 von hier aus rund 140 km weiter in den Norden bis nach King’s Lynn führt.